# Autumn Bailey
Autumn Elizabeth Bailey (Burlington, 2 giugno 1995) è una pallavolista canadese.
Gioca nel ruolo di schiacciatrice.

## Carriera

### Club
La carriera di Autumn Bailey inizia nei tornei scolastici dell'Ontario, giocando nella Assumption Catholic SS. Dopo il diploma gioca a livello universitario negli Stati Uniti d'America, partecipando alla NCAA Division I con la Marquette dal 2013 al 2014; si trasferisce quindi alla Michigan State nel 2015, ma è vittima di una lesione del legamento crociato anteriore del ginocchio destro, facendo ritorno in campo solo nelle due annate seguenti.
Nella stagione 2018-19 firma il suo primo contratto da professionista nella Sultanlar Ligi turca, difendendo i colori del Nilüfer. Per la stagione seguente viene ingaggiata dal Bergamo, ma, a causa di un nuovo infortunio ai legamenti rimediato durante un incontro con la sua nazionale, è costretta a rinunciare all'ingaggio da parte della formazione lombarda.

### Nazionale
Nel 2017 fa il suo debutto nella nazionale canadese, con cui conquista la medaglia di bronzo alla Coppa panamericana 2018. Un anno dopo, invece, vince l'oro alla Volleyball Challenger Cup 2019: nel corso della finale contro la Repubblica Ceca è vittima di un infortunio ai legamenti.

## Palmarès

### Nazionale (competizioni minori)
- Coppa panamericana 2018
- Volleyball Challenger Cup 2019

### Premi individuali
- 2017 - All-America Second Team
- 2017 - NCAA Division I: State College Regional All-Tournament Team